# Gastronomía de Pakistán
La gastronomía de Pakistán (urdu: پاک پکوان), famosa por su riqueza y sabor, puede describirse como una mezcla refinada de las tradiciones culinarias de Afganistán, la India, Irán, Asia Central y Oriente Medio.
Dentro de Pakistán, la cocina cambia enormemente de una región a otra, reflejando la diversidad cultural y étnica del país. La cocina del este de Pakistán, especialmente Sind, puede ser muy picante, al estilo de la del sur de Asia. Las recetas del oeste pakistaní (y hasta cierto extremo el Panyab), especialmente la Frontera del Noroeste, Baluchistán, Gilgit-Baltistán y la Cachemira Azad, emplean especias aromáticas suaves y menos aceite, al gusto de los iraníes y demás pueblos del centro de Asia.

## Ingredientes y especias

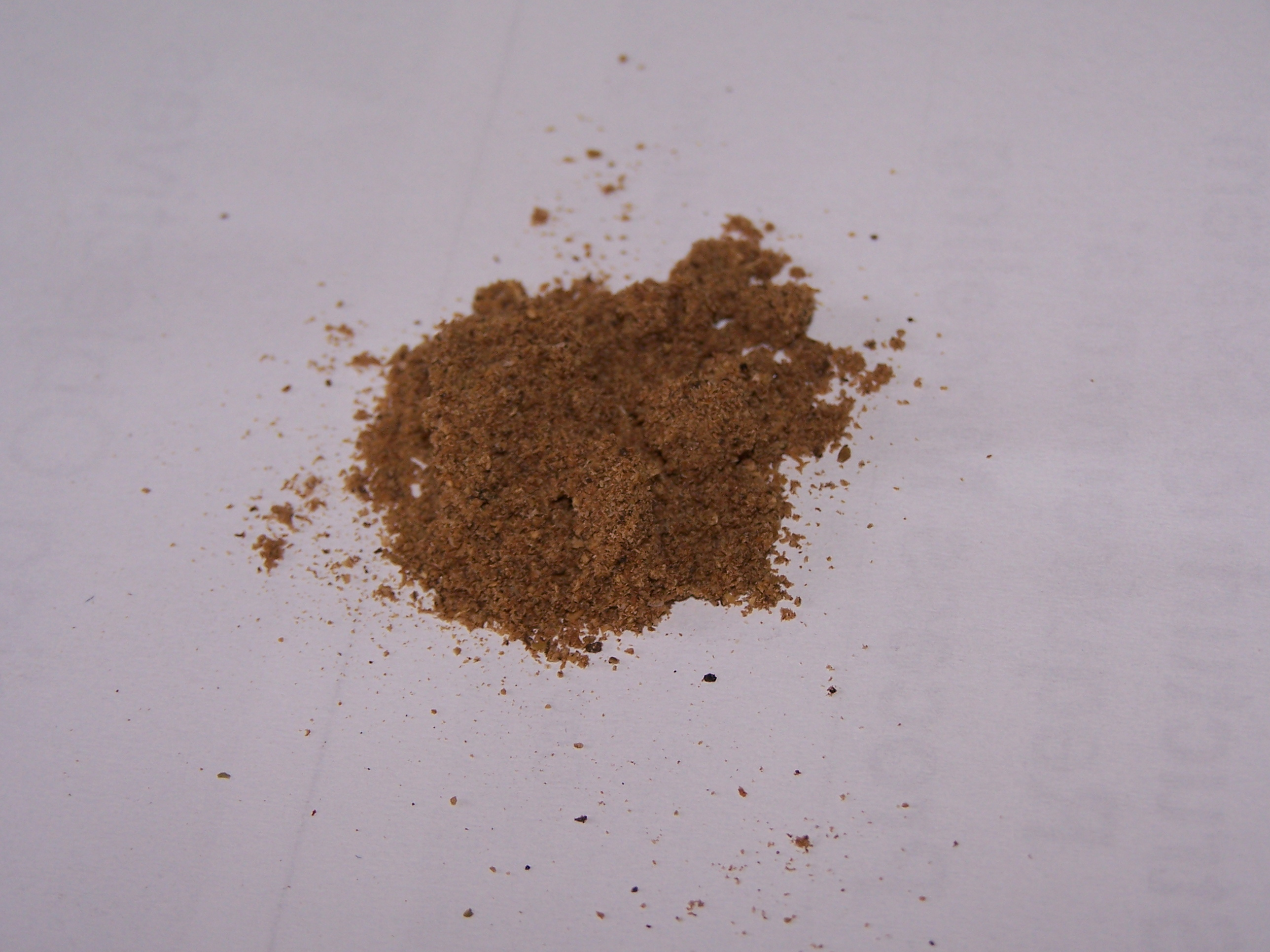
Garam masala.

El plato principal se sirve con pan de trigo (naan) o arroz. La ensalada suele tomarse con el plato principal en lugar de como entrante. De postre se toma fruta fresca variada o dulces. Sin embargo, la carne juega un papel más importante en la cocina pakistaní, respecto a otras gastronomías del sur de Asia. Según un informe de 2003, el pakistaní medio consumía tres veces más carne que el indio medio. De todas las carnes, las más populares son las de ternera, cabra, cordero y pollo. El marisco no suele tomarse en grandes cantidades, aunque fue muy popular en las regiones costeras de Sind y Makrán, así como en al antiguo Pakistán Oriental.
El garam masala es un mezcla de especias muy popular en gran cantidad de recetas pakistaníes. Otras especias típicas son el cardamomo, la canela, el clavo, la nuez moscada, el macis y la pimienta negra. También se emplean mucho las semillas de comino, la alcaravea y las hojas de laurel, así como (en el Panyab) el cilantro en polvo.

## Hábitos alimenticios
Los pakistaníes suelen tomar tres comidas al día: desayuno, comida y cena. Por la tarde, muchas familias toman té acompañado de dulces horneados o fritos de la panadería local (o hechos en casa). Durante el Ramadán, las comidas cambian a suhoor e iftar. Se considera correcto comer solo con la mano derecha, como señala la tradición islámica. Muchas familias pakistaníes, especialmente en zonas rurales, siguen tomando sus comidas servidas sobre un mantel conocido como dastarkhān, que se pone en el suelo.

### Desayuno/nāshtā(ناشتہ)
Un típico desayuno pakistaní, llamado localmente nāshtā (ناشتہ), consiste en huevo (cocido, revuelto, frito o en tortilla), rodaja de pan o roti doble (frito o tostado), paratha, sheermal con té o lassi, qeema (carne picada), fruta fresca de temporada (mango, manzana, melón, plátano, etćetera), leche, miel, mantequilla, mermelada, shami kababs y frutos secos. Varios pasteles (como bakarkhani, rusks, etcétera) también se incluyen en el desayuno.
En fiestas y fines de semana, también se toma halwa puri y channay. En el Panyab suelen tomarse sarson ka saag (hojas de mostaza) y maaki ki roti (pan de maíz), y en Karachi el desayuno puede incluir incluso nihari y paya. Debido al tiempo cálido y a la relativamente alta actividad física, los desayunos pakistaníes tienden a ser muy fuertes.

### Comida

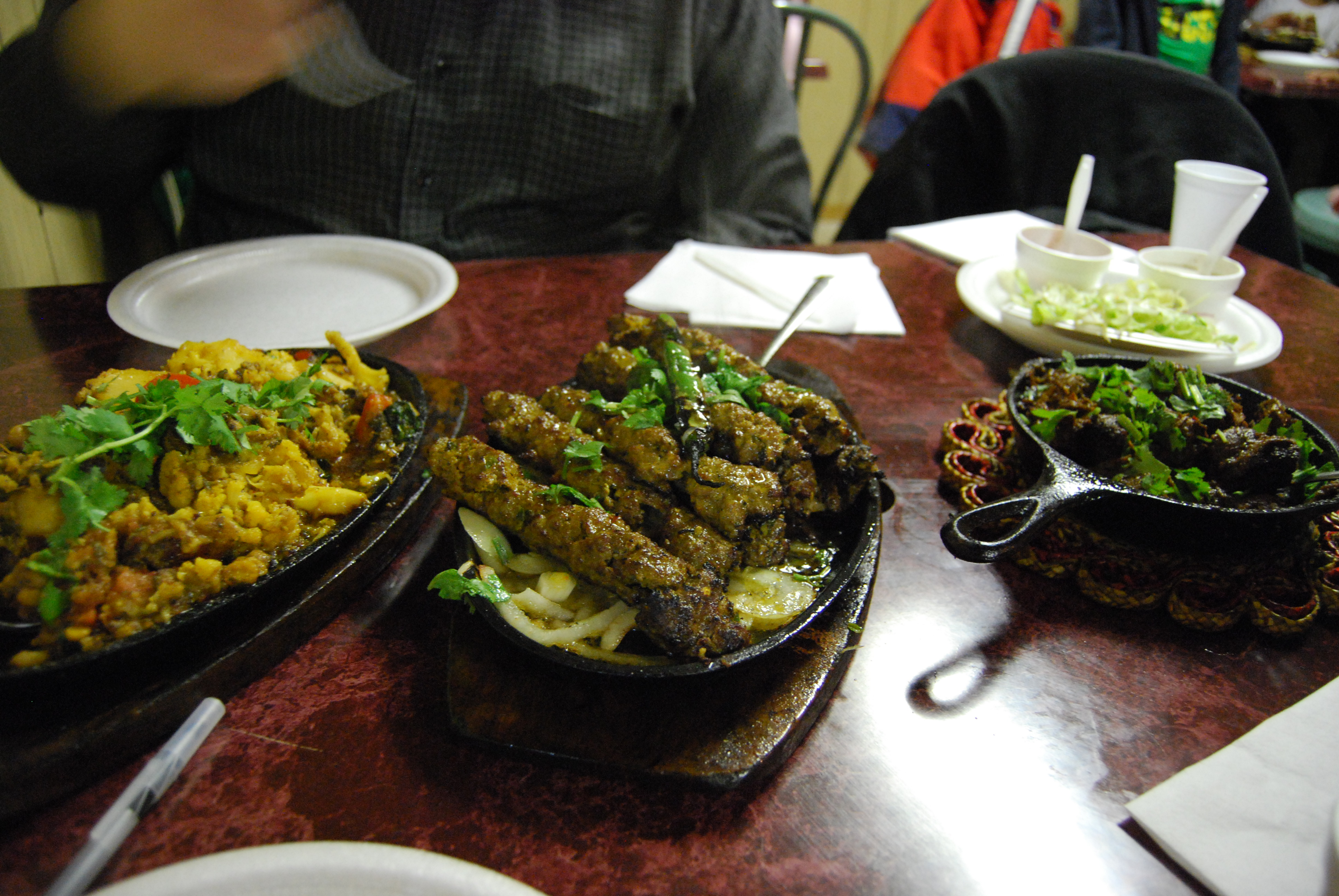
Varias cenas pakistaníes. De izquierda a derecha: aloo gobi, kebab sij y karahi de ternera.

Una comida pakistaní típica consiste en curris de carne o garbanzos con Naan (Pan) o arroz. Otra comida popular son las patatas con carne. Otros curris, como carne combinada con repollo o biryani, son también populares. Alternativamente, entre los trabajadores son populares el nihari, el bun kabab y el pescado frito.

### Cena
La cena se considera la principal comida del día, ya que toda la familia se reúne para la ocasión. Casi nunca se toman lentejas para cenar, ya que suelen considerarse una comida diurna. Se preparan recetas más elaboradas y sabrosas (haleem, pulao, kofte, kebabs). Se sirve con arroz, pan o ambos, además de con yogur, encurtidos y ensaladas. La cena puede ir seguida, aunque no habitualmente, de postre, que puede ser desde una fruta hasta algún dulce tradicional, como kheer, gulab yamun, shahi tukray, gajraila, qulfi o ras malai.

## Recetas

### Curris

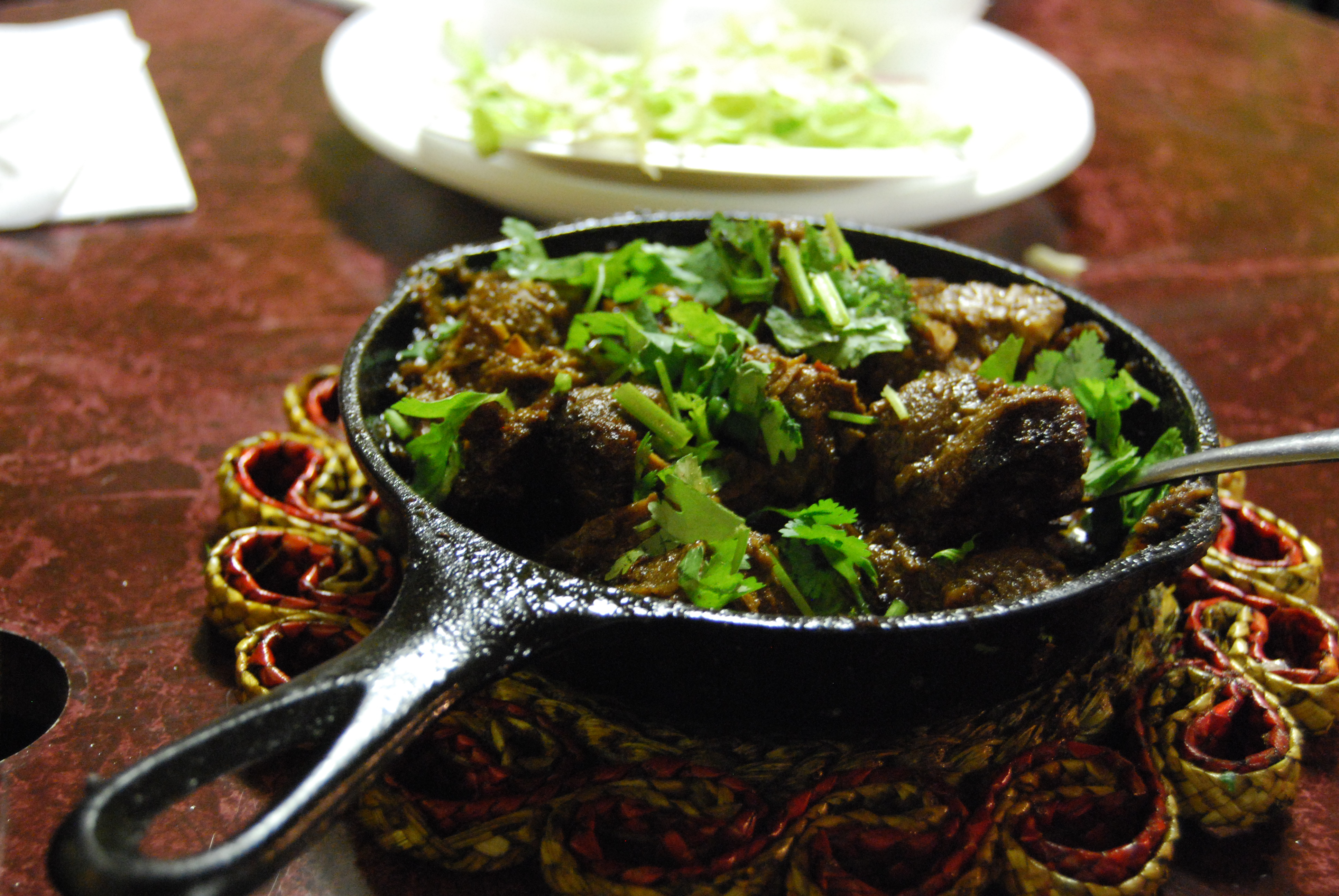
Karahi de ternera lahori, normalmente servido con naan recién hecho en el tandoor.

Los curris, con o sin carne, mezclados con verduras locales como melón amargo, coliflor, berenjena, ocra, repollo, patata, rutabaga y saag, son las recetas más comunes.
Un plato pakistaní emblemático es el karahi, hecho de oveja o pollo guisado en salsa de tomate. Este plato se toma en todo el país, cambiando de una región a otra.
El korma es un plato de origen mongol hecho con pollo u oveja, que se toma típicamente con arroz y es también muy popular en todo Pakistán.

### Lentejas
Varios tipos de legumbres forman también una parte importante de la cocina pakistaní. Las lentejas, llamadas daal, han sido consideradas tradicionalmente un alimento barato, por lo que hoteles y restaurantes suelen ofrecer una muy limitada variedad de platos elaborados con ellas. De hecho, no suelen servirse a los invitados ni en ocasiones especiales.

### Barbacoa ytandoor

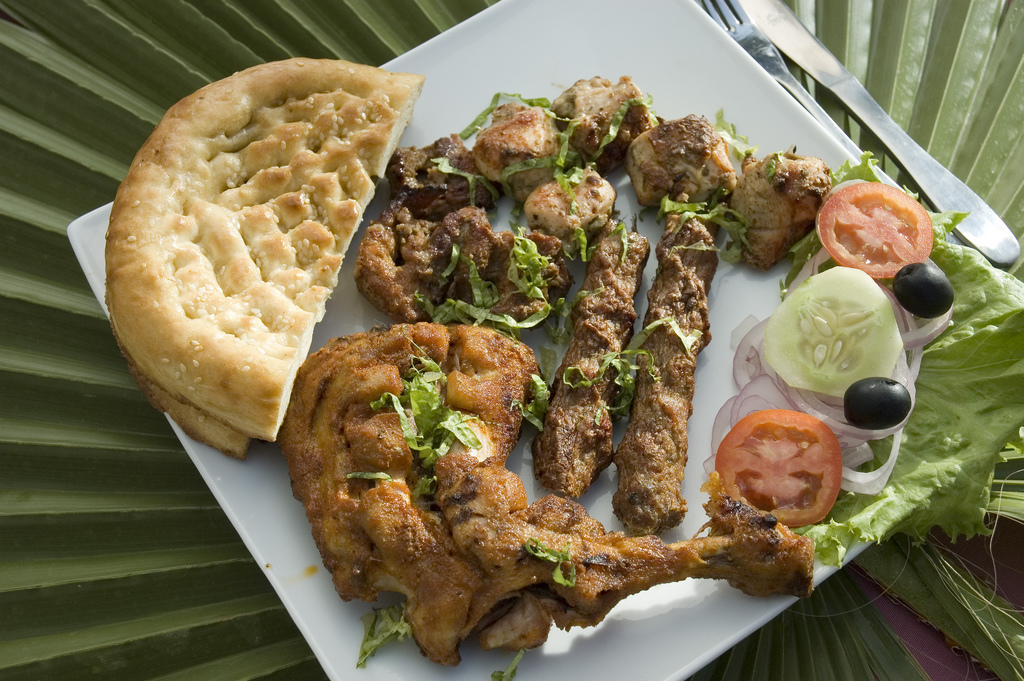
Varios platos cocinados a la barbacoa.

Los platos a la barbacoa son extremadamente populares, siendo una especialidad en Karachi y algunas ciudades del Panyab como Lahore, Gujranwala y Sialkot y en la Frontera del Noroeste. Todos los platos a la barbacoa incluyen diversas hierbas y especias, y por tanto son ricos en sabor en lugar de estar simplemente dominados por la guindilla. Entre las recetas extendidas están el pollo tikka, la oveja tikka, el kebab sij, el bihari kebab y la chakna. El sajji es un plato baluchi del oeste de Pakistán, hecho de cordero relleno con arroz, que se ha hecho popular en todo el país.

### Arroces

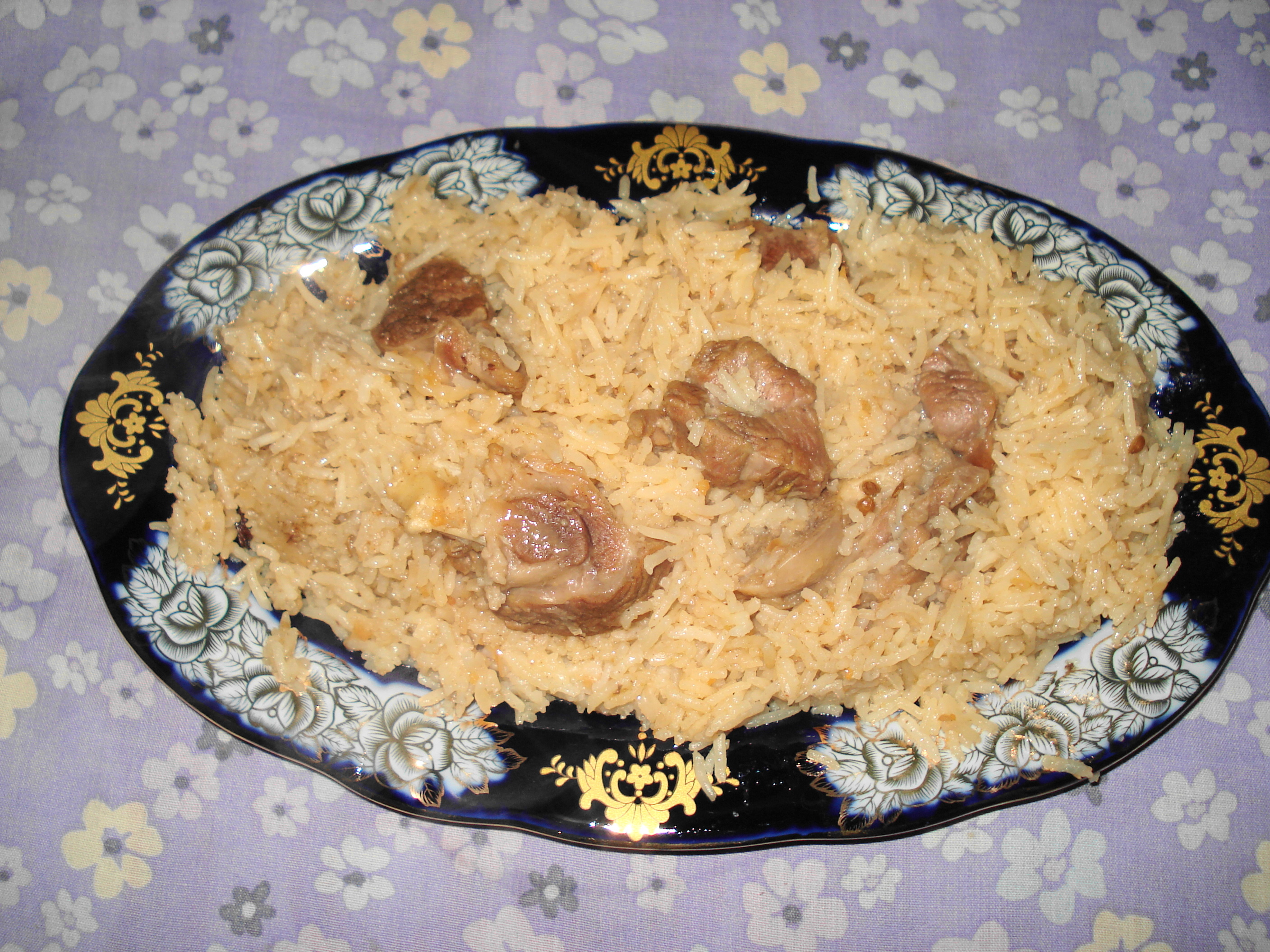
Pullao panyabí.

Pakistán es un importante exportador y consumidor de arroz. El basmati es el tipo de arroz más consumido en el país.
Entre las recetas hechas con arroz están muchas variedades de pullao (pilaf):
- Yakhni palao, con carne y caldo, que da un arroz oscuro;
- Matar palao, con guisantes;
- Maash palao, un pilaf agridulce cocido con frijol verde, albaricoque y bulgur (un tipo de trigo).

El biryani es un plato muy popular en Pakistán, que cuenta con muchas variantes, como el lahori y el sindhi biryani. El tahiri, que es un biryani vegetariano, también es popular.

### Panes

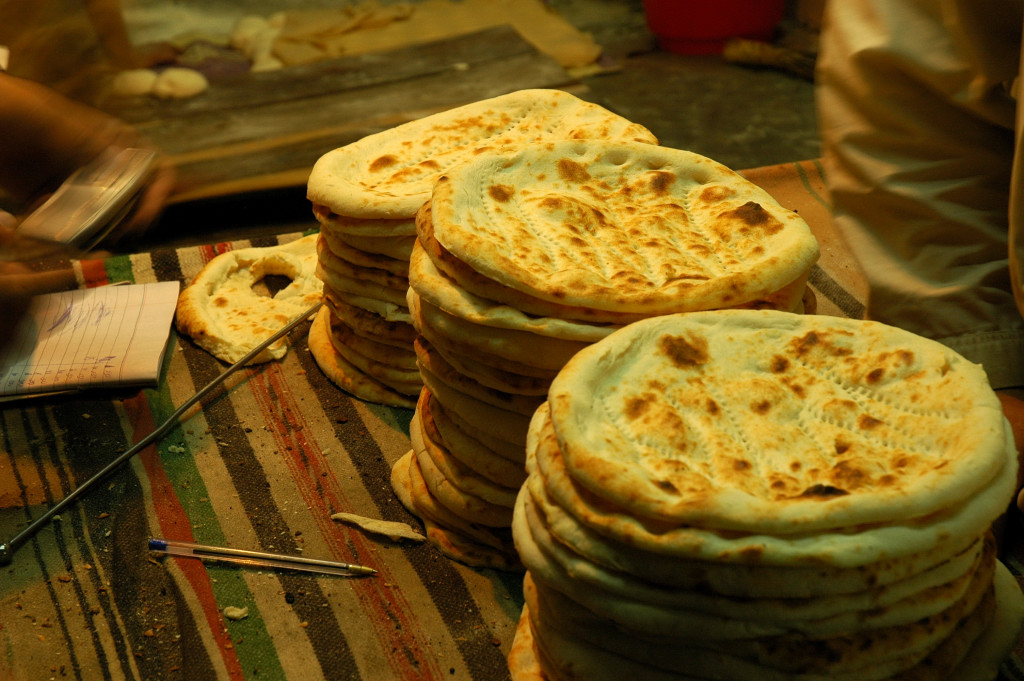
Peshwari naans recién hechos en un tandoor (horno abierto).

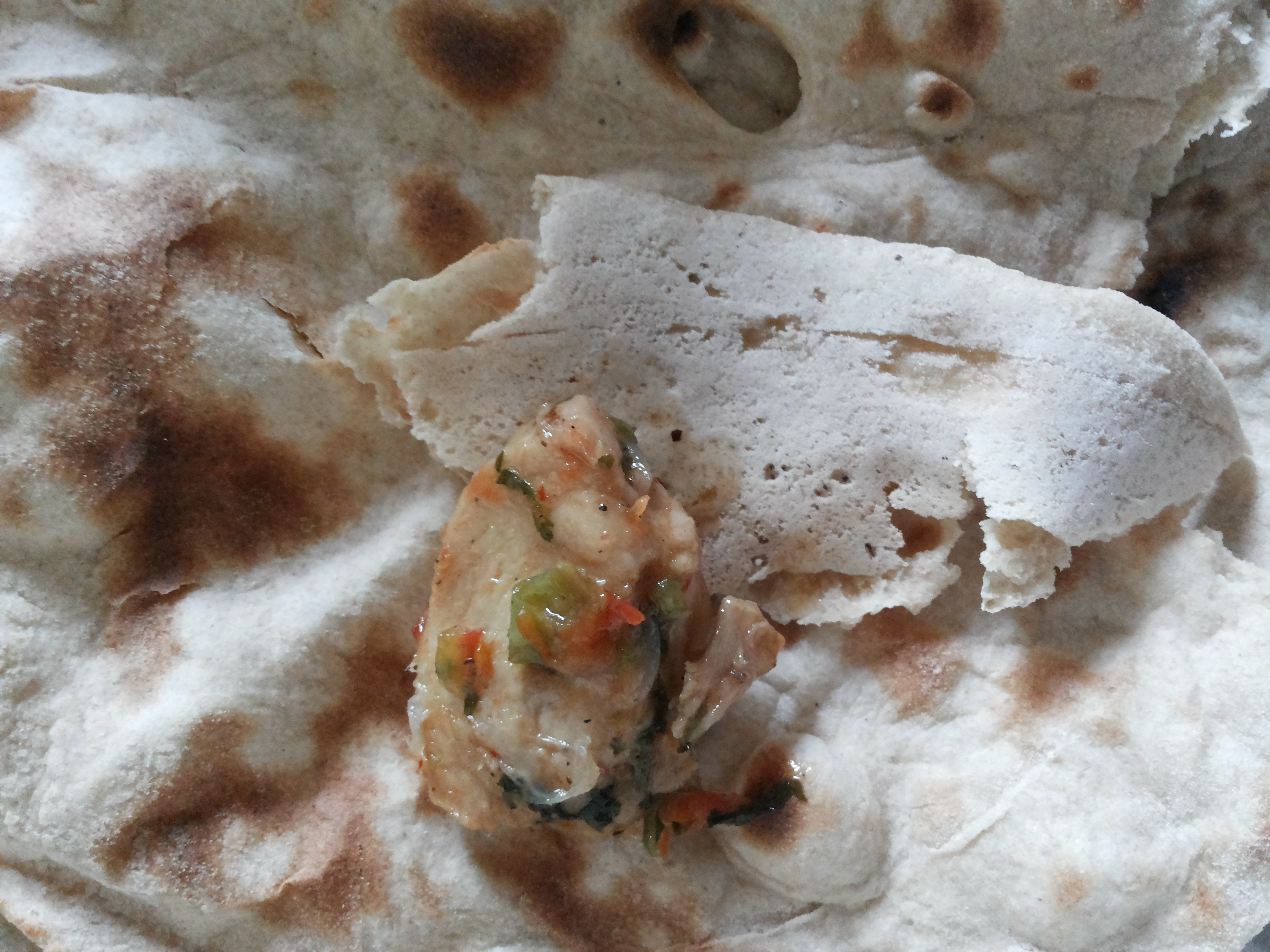
Roti con un filete de pollo

Los pakistaníes también toman un pan plano redondo (roti) como alimento básico de su dieta. Pakistán tiene una gran variedad de panes, preparados a menudo en un horno de barro tradicional llamado tandoor. Algunos de estos son:
- Chapati: el pan más común de harina de trigo integral hecho en casa, fino y sin levadura.
- Tandoori roti, extremadamente popular, se hace en el tandoor y se comen con casi cualquier receta.
- Paratha: varias capas de chapati separadas con ghi. Originario del Panyab, suele comerse para desayunar y también puede servirse con diversos rellenos.
- Naan: ligeramente más grueso que el chapati, normalmente elevado con levadura y hecho principalmente de harina blanca. Puede espolvorearse con semillas de sésamo. Se sirven a menudo con sri paya y nihari para desayunar.
- Kulcha: un tipo de naan tomado normalmente con garbanzos y patatas.
- Roghni naan: naan espolvoreado con semillas de sésamo y cubierto con un poco de aceite.
- Sheermal: preparado con leche y mantequilla, es una parte crucial del menú servido en bodas, junto con el taftan. A menudo se endulza, siendo muy apreciado por los niños.
- Taftan: pan con levadura, azafrán y un poco de cardamomo en polvo cocido en el tandoor.
- Kandahari naan: naan largo originario del oeste de Pakistán.
- Puri: tomado típicamente con halwa o bhurji (hecho de garbanzos y patatas).

### Kebabs

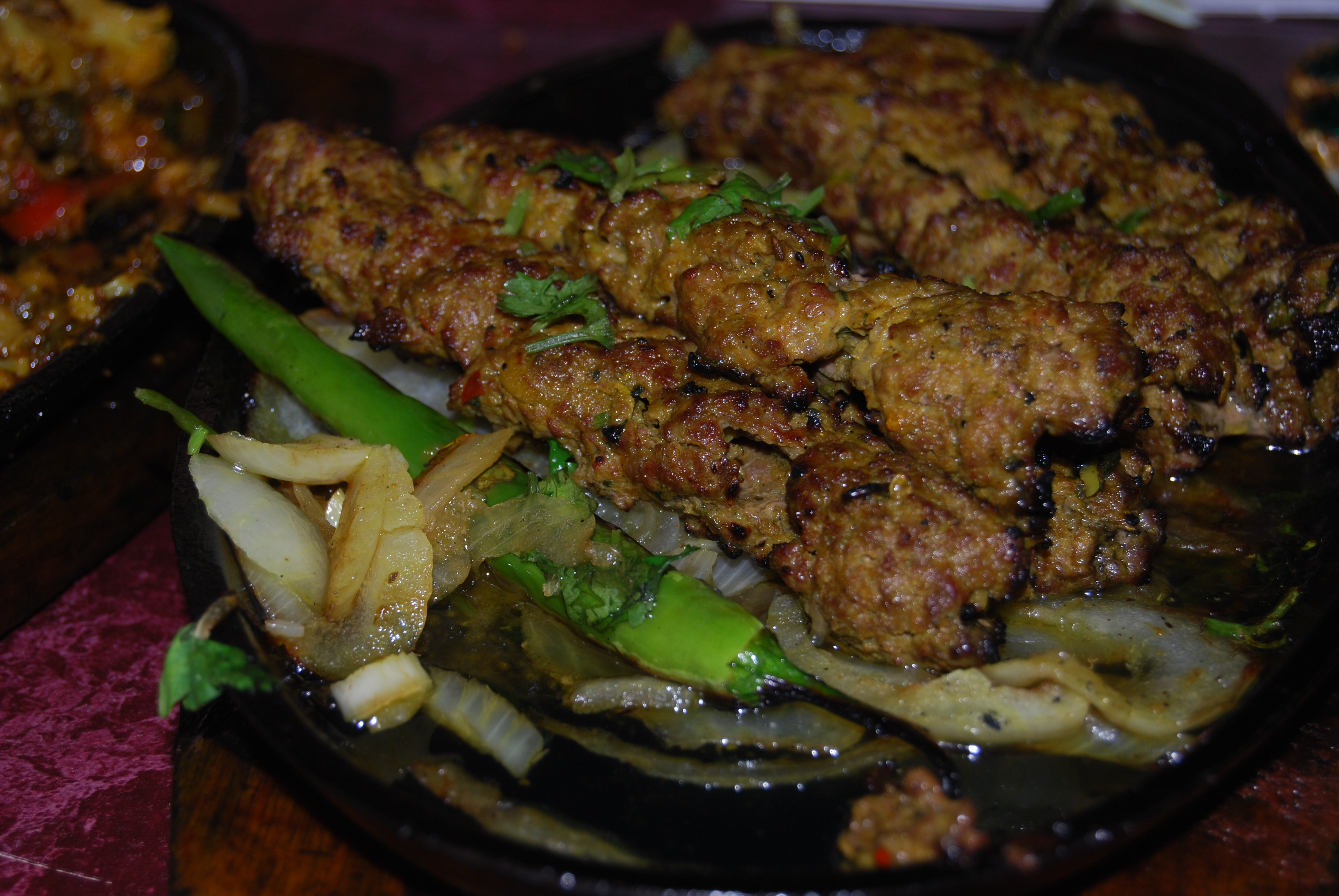
Kebabs sij, una de las especialidades pakistaníes famosas.

Una influencia de Oriente Medio en la cocina pakistaní es la popularidad de carnes asadas tales como el kebab. Los kebebs de Baluchistán y la Frontera del Noroeste suelen ser idénticos a la barbacoa afgana, empleando solo sal y cilantro para condimentar, mientras los kebabs de Sind suelen ser picantes. Karachi es famosa por sus kebabs, que son picantes y suelen ir marinados en una mezcla de especias, zumo de limón y yogur.
Los kebabs de ternera, pollo y cordero son frecuentes en la cocina pakistaní, siendo especialmente populares los que mezclan cordero y pollo, como el kebab sij. Algunos tipos son:
- Kebab sij (سيخ کباب): una brocheta larga de ternera mezclada con hierbas y condimentos.
- Shami kabab (شامي کباب): una porción pequeña de ternera o pollo picado, puré de garbanzo y especias.
- Chapli kabab (چپلي کباب): un kebab redondo picante hecho de ternera picada y cocinado en grasa animal, especialidad de la Frontera del Noroeste.
- Kabab de pollo (مرغ کباب): un kebab popular que se encuentra con y sin hueso (no tan común como los kebabs tradicionales).
- Kabab de cordero (کبابِ برہ گوشت): kebab solo de cordero que suele servirse en dados.
- Bihari kabab (بہاری کباب}}): pincho de ternera mezclada con hierbas y condimentos.
- Shashlik (شیشلیک): chuletas de cordero lechal (normalmente de la pierna) a la parrilla, típicamente marinadas.
- Bun kabab (بن کباب}}): un sándwich de kebab.
- Shawarma (شاورما}}): suele ser un kebab o tiras de cordero en naan con chutney y ensalada.
- Tikka kabab (تکہ کباب}}): de ternera, cordero o pollo, normalmente servido en dados.

### Postres
Son postres populares el helado peshawarí, el sheer khurma, el kulfi, la falooda, el kheer, el ras malai, el phirni, la zardah, el shahi tokray, el gajar ka halwah, la halva de Karachi y el rubri. Pakistán cuenta con una larga lista de dulces, siendo los más populares el gulab yamun, el barfi, la baklawa, el kalakand, el yalebi, el panyiri y varios tipos de halva como la multani sohen halvah y la hubshee halvah.

## Bebidas
Los pakistaníes toman grandes cantidades de té (localmente llamado chai). Son populares el té negro (sabz chai) y el verde (qehwa), si bien el segundo se sirve más a menudo tras las comidas en la Frontera del Noroeste y en el cinturón pastún de Baluchistán. El kashmiri chai, un té rosa con leche, pistacho y cardamomo, se toma principalmente en bodas y durante el invierno, cuando se vende en muchos puestos. En el norte del país se consume té salado con mantequilla al estilo tibetano.
Aparte del té, hay otras bebidas que forman parte de la dieta pakistaní. Todas ellas no son alcohólicas, debido a que el islam prohíbe el consume del alcohol. Durante el siglo XX, bebidas como el café y los refrescos también se hicieron populares en Pakistán.
- Lassi: leche con yogur, de sabor dulce o salado
- Gola ganda: granizado de diversos sabores
- Ganaay ka ras: jugo de caña de azúcar
- Nimbu pani: limonada
- Sorbete
- Rooh afza: jugo de frutas y hierbas
- Shikanjabeen
- Sorbete de almendra
- Sherbet-e-sandal, bebida hecha con esencia de sándalo